# Koo Ki-Lan
Koo Ki-Lan (nascida em 10 de marco de 1977) é uma jogadora de vôlei aposentada que representou a Coreia do Sul nos Jogos Olímpicos de Verão de 2000 em Sydney, Austrália. Lá, ela acabou em 8º lugar com a Seleção Sul-Coreana de Voleibol Feminino. Dois anos depois, no Campeonato Mundial na Alemanha, ela foi nomeada Melhor Digger e Melhor Receptora. Ela se aposentou em 2008 devido a lesão.